# Претежно сунчано?
Претежно сунчано? је албум Парног ваљка објављен 2004. године. По стилу је између „Само снови теку узводно“ и „Застава“. На овом албуму, као гост у песми „Секси мама“, пева Јелена Радан, а пратеће вокале Тина Рупчић. Аутор свих песама је Хусеин Хасанефендић, док је увод за „Секси маму“, под називом „Секси интро“, компоновао пијаниста Берислав Блажевић.

## Списак песама
1. „Хороскоп“ (4:20)
2. „Празно тијело“ (4:08)
3. „Сунчаном страном“ (4:03)
4. „Пољубац је добар...“ (4:12)
5. „Јесен прескачем“ (4:03)
6. „Док си поред мене“ (4:21)
7. „Гледам док ходаш“ (3:47)
8. „Лаганини по средини“ (3:58)
9. „Петак“ (3:55)
10. „Секси интро“ (0:41)
11. „Секси мама“ (4:13)
12. „Дајте ми разлог“ (4:00)